# Epigynopteryx flavedinaria
Epigynopteryx flavedinaria là một loài bướm đêm trong họ Geometridae.